# By the Grace of the Gods
By the Grace of the Gods (яп. 神達に拾われた男 ками-тати ни хироварэта отоко, «Избранный богами») — японская серия ранобэ, написанная Роем и иллюстрированная Риринрой. Изначально с января 2014 года она выходила онлайн на сайте Shōsetsuka ni Narō, переработанная версия начала публиковаться там же с сентября 2015 года.
Позже серия была приобретена для печати Hobby Japan, выпустившим одиннадцать томов с сентября 2017 года под импринтом HJ Novels. Манга-адаптация история с иллюстрациями Ранран выходит онлайн на сайтах Manga Up! и Gangan Online издательства Square Enix с ноября 2017 и была издана в виде девяти танкобонов. В октябре 2020 года состоялась премьера аниме-экранизации истории, созданной студией Maho Film. Выход второго сезона сериала планируется на январь 2023 года.

## Сюжет
Каждые две сотни лет боги переносят из нашего мира в свой одного человека и разрешают ему делать в новом мире что угодно. Главное — чтобы он жил, ведь это позволит забирать ненужную на Земле ману и перекачивать её в свой мир. Рёма Такэбаяси — последний в череде переродившихся в этом мире. После гибели в результате несчастного случая он был перенесен богами в другой мир в образе 8-летнего мальчика, по пути получив способности к магии, множество навыков и благословение богов.
Первые три года Рёма жил в лесу в одиночестве, разводя слизней и выводя их новые виды, заимев таким образом более тысячи подопечных, пока в один день не столкнулся с отрядом рыцарей, один из которых оказался ранен. Рёма предложил помощь, и рыцари заинтересовались странным парнем, живущем в лесу. Посчитав, что для 11-летнего мальчика такая жизнь опасна, они уговорили его отправиться в город. Там и начались его приключения.

## Персонажи
Рёма Такэбаяси (яп. 竹林竜馬 Такэбаяси Рё:ма)
Сэйю: Адзуса Тадокоро (ребенок), Хироки Ясумото (взрослый)
Главный герой, работавший клерком в Японии, пока не умер во сне. Боги решают переродить его в новом мире в виде 8-летнего мальчика, где он начинает жить в лесу, оттачивать навыки и разводить смайлов, которые помогают ему как по хозяйству, так и в бою. Так продолжается, пока семья герцога Джамиля не уговаривает его переехать в город. Не желая сидеть у них на шее, Рёма ищет своё место в этом новом мире.
Элиария Джамиль (яп. エリアリア・ジャミール Эриариа Дзями:ру)
Сэйю: Юки Кувахара
Дочь и наследница герцога Джамиля. Ей также 11 лет, и она быстро становится подругой Рёмы. Как и он, она может приручать зверей, а также обладает большим запасом маны.

## Медиа

### Ранобэ
Изначально история публиковалась на сайте Shōsetsuka ni Narō с января 2014 года Роем. Переработанная версия начала выходить там же с сентября 2015 года. Позже она была приобретена для публикации Hobby Japan, выпустившим первый том в виде ранобэ под своим импринтом HJ Novels в сентябре 2017 года.
История была лицензирована для публикации в Северной Америке J-Novel Club.
| №  | Дата публикации       | ISBN                   |
| -- | --------------------- | ---------------------- |
| 1  | 22 сентября 2017 года | ISBN 978-4-79-861509-7 |
| 2  | 22 ноября 2017 года   | ISBN 978-4-79-861571-4 |
| 3  | 22 марта 2018 года    | ISBN 978-4-79-861653-7 |
| 4  | 21 июля 2018 года     | ISBN 978-4-79-861730-5 |
| 5  | 22 ноября 2018 года   | ISBN 978-4-79-861807-4 |
| 6  | 22 марта 2019 года    | ISBN 978-4-79-861887-6 |
| 7  | 24 августа 2019 года  | ISBN 978-4-79-861980-4 |
| 8  | 22 февраля 2020 года  | ISBN 978-4-79-862124-1 |
| 9  | 22 августа 2020 года  | ISBN 978-4-79-862270-5 |
| 10 | 22 декабря 2020 года  | ISBN 978-4-79-862375-7 |
| 11 | 18 декабря 2021 года  | ISBN 978-4-79-862667-3 |

### Манга
Адаптация истории в виде манги художника Ранран начала выходить в приложении Manga Up! издательства Square Enix с 29 ноября 2017 года.
Манга была лицензирована в Северной Америке компанией Square Enix.
| № | Дата публикации      | ISBN                   |
| - | -------------------- | ---------------------- |
| 1 | 13 июня 2018 года    | ISBN 978-4-75-755742-0 |
| 2 | 22 октября 2018 года | ISBN 978-4-75-755881-6 |
| 3 | 12 апреля 2019 года  | ISBN 978-4-75-756041-3 |
| 4 | 12 октября 2019 года | ISBN 978-4-75-756343-8 |
| 5 | 2 апреля 2020 года   | ISBN 978-4-75-756610-1 |
| 6 | 22 декабря 2020 года | ISBN 978-4-75-756981-2 |
| 7 | 7 июня 2021 года     | ISBN 978-4-75-757286-7 |
| 8 | 7 февраля 2022 года  | ISBN 978-4-75-757725-1 |
| 9 | 7 сентября 2022 года | ISBN 978-4-75-758116-6 |

### Аниме
Экранизация в виде аниме была анонсирована Hobby Japan 20 февраля 2020 года, позже стало известно, что она будет выполнена в формате телесериала. Анимацией занималась студия Maho Film, режиссёром выступил Такэюки Янасэ, сценаристом — Кадзуюки Фудэясу, дизайнером персонажей — Кахо Дэгути, тогда как Риринра указан в качестве автора оригинальных дизайнов, и композитором — Хироаки Цуцуми. Премьера первой серии прошла во время FunimationCon 2020 ещё 3 июля 2020 года, премьера сериала в Японии прошла 4 октября 2020 года на Tokyo MX и BS Fuji. Адзуса Тадокоро исполнила начальную композицию Yasashii Sekai, а MindaRyn — завершающую Blue Rose knows. Сериал состоит из 12 серий.
4 июня 2021 года был анонсирован второй сезон. Сценаристом вместо Кадзуюки Фудэясу станет Юка Ямада. Премьера сезона запланирована на январь 2023 года.
Сериал лицензирован в Северной Америке Funimation. В Южной и Юго-Восточной Азии сериал лицензирован и транслируется Medialink, на русском языке распространяется онлайн-сервисом Wakanim.

## Критика
Манга попала в список 5 лучших манг в жанре исэкай по мнению работников книжных магазинов в 2018 году.
Несмотря на то, что Рёма становится искателем приключений, By the Grace of the Gods повествует не о героических приключениях, а о повседневной жизни, чем больше похож на Ascendance of a Bookworm, а не на The 8th son? Are you kidding me? или Isekai Cheat Magician. Подробные описания могут наскучивать читателю, но интерес поддерживается инновационным для фэнтези использованием слизей и магии. На основе знаний о современном мире из базовых заклинаний Рёма собирает новые и практичные вещи, такие как «холодильник» — заклинание льда, помещенное в барьер. Именно описания инноваций составляют самую сильную часть ранобэ, тогда как взаимодействия персонажей и диалоги удаются Рою не очень, читателю часто сложно даже уследить, кто из персонажей говорит В книгах почти отсутствует развитие персонажа и к концу 3 тома так и не видно общего связующего сюжета.. В общем же качество ранобэ вполне соответствует произведениям, эволюционировавшим на Shōsetsuka ni Narō. Многие из недочётов оригинала легко устранятся в более визуальной форме — в виде манги и аниме.